# Alcacim ibne Ubaide Alá
Abu Huceine Alcacim ibne Ubaide Alá (Abu 'l-Husain al-Qasim ibn Ubaid Allah) foi um oficial sênior do Califado Abássida que serviu como vizir de abril de 901 até sua morte em outubro de 904.

## Vida

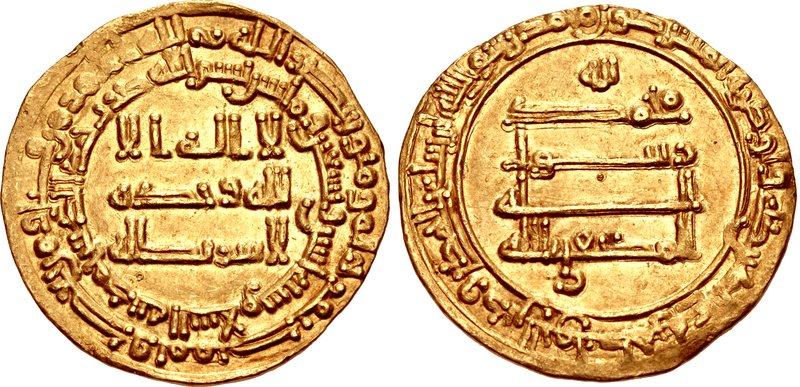
Dinar de ouro do califa abássida Almoctafi r.

Originário do Banu Uabe, uma família de origem cristã nestoriana que serviu na burocracia califal desde os tempos do Califado Omíada, Alcacim foi o filho e neto de vizires. Serviu como auxiliar de seu pai, Ubaide Alá ibne Solimão, durante o vizirado de uma década dele, e então sucedeu-o após sua morte, encabeçando o governo durante os últimos meses do reinado de Almutadide (r. 892–902) e os primeiros anos de Almoctafi (r. 902–908). Alcacim amplamente dominou o jovem Almoctafi, que recompensou-o com o título de "Uale Adaulá" ("protetor da dinastia") e deu uma de suas filhas para um dos filhos de Alcacim.
Diferente de seu pai, que foi amplamente estimado por sua honestidade e justiça, Alcacim foi corrupto e cruel, ordenando execuções daqueles que irritavam-no ou apresentavam-se como ameaça em potencial, tais como o emir safárida Anre, o general Badre ou o poeta ibne Alrumi. O poderoso secretário financeiro Ali foi salvo de um destino similar apenas pela doença e morte de Alcacim. Sua morte significou o fim do controle do poder pelos Banu Uabe, que agora passou para os Banu Alfurate. Apenas uma geração depois os filhos de Alcacim, Huceine e Maomé, também ascenderiam ao posto de vizir.